# GPSM2
GPSM2‏ (G protein signaling modulator 2) هوَ بروتين يُشَفر بواسطة جين GPSM2 في الإنسان.